# Mařenice
Mařenice (německy Großmergthal) je obec v severní části okresu Česká Lípa v Libereckém kraji, zhruba 10 km severovýchodně od Nového Boru. Žije zde 327 obyvatel. Celé území obce je součástí Chráněné krajinné oblasti Lužické hory.

## Historie
První písemná zmínka o obci Marzenic pochází z roku 1372, založena však byla již ve 12. století. V roce 1372 patřila pánům z Milštejna a byla farní obcí. České jméno obec získala pravděpodobně podle kostela sv. Maří Magdaleny, který nechala postavit v letech 1699 až 1714 majitelka zdejšího panství toskánská vévodkyně Františka Marie Františka ze zákupského zámku. Mařenice tehdy patřily k zákupskému panství.
V období 1. republiky zde žili obyvatelé převážně německé národnosti, kteří měli mnoho živností a firem. Byla zde pošta.[kdy?]

## Kulturní a historické památky obce

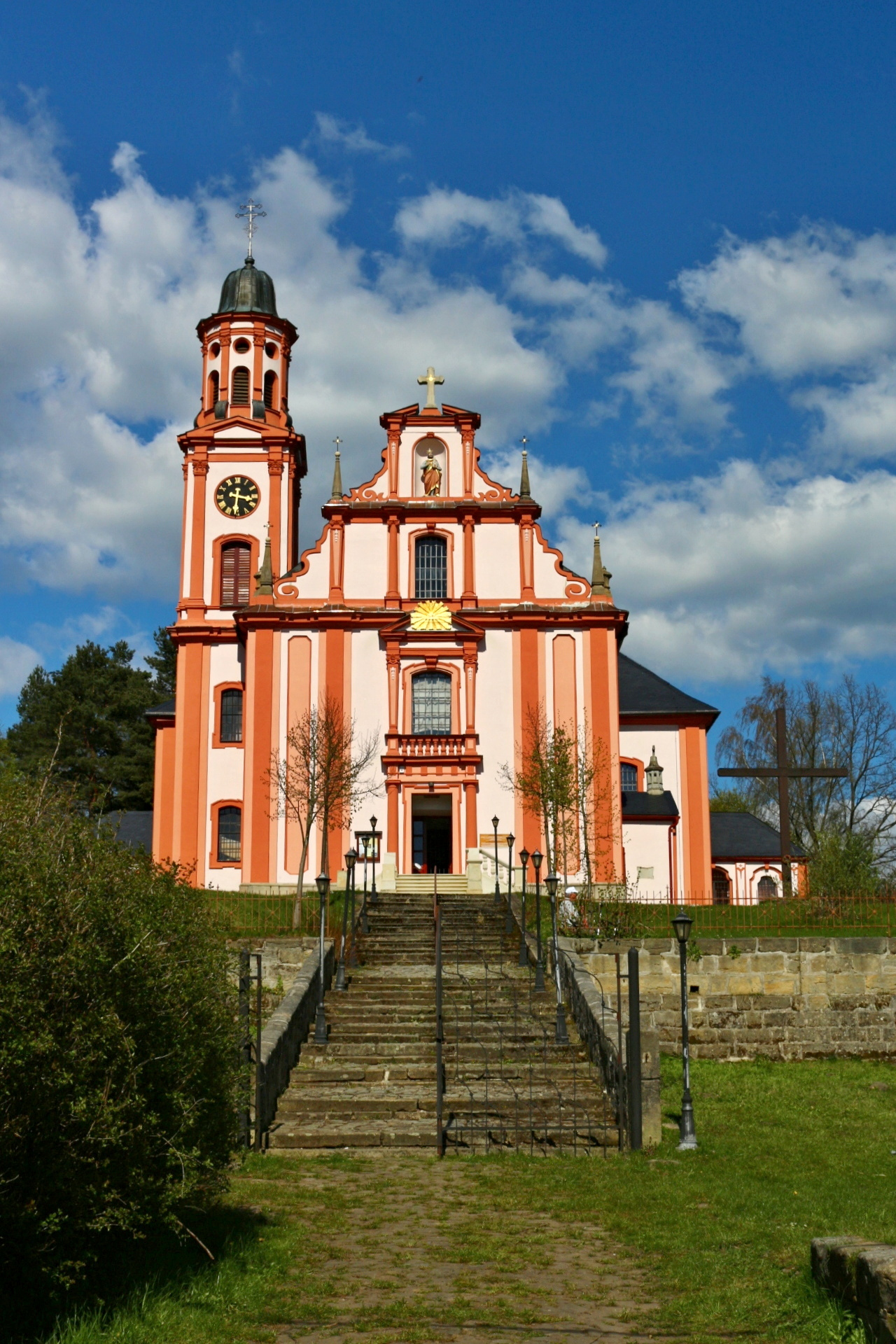
Kostel sv. Marie Magdalské

- Barokní kostel svaté Máří Magdaleny na návrší obce, připisovaný Octaviu Broggiovi italského původu, byl později upraven do pseudobarokní podoby se dvěma věžemi. U kostela je ambit s kaplí a náhrobky datovanými z let 1600 až 1758. Památka je zapsaná v celostátním registru kulturních památek jako položka 46605/5-3124)
- U silničního mostu přes Svitavku barokní sousoší Ukřižování se sochami ukřižovaného Krista, sv. Jana Nepomuckého a sv. Václava z let 1831 až 1833. Sochy byly upraveny roku 1896 a zrenovovány v roce 2002.
- Jižně od obce stojí na vrchu Kalvárie zrenovovaná kaple z roku 1681. Přestavěna byla roku 1750.[4] Nad kaplí na vrcholu kopce je torzo kříže a několik reliéfů vytesaných místními umělci do pískovcových skal.[6] V letech 2008 až 2009 začaly práce na opravě téměř zničeného objektu a v červnu 2010 byla kaple opět vysvěcena.[7]
- Mariánský sloup mezi Mařenicemi a Mařeničkami (památka registrovaná pod číslem 20536/5-3126)
- Pomník československých legionářů
- Pomník padlým z první světové války v Dolní Světlé
- Skalní kaplička sv. Antoníčka v Antonínově údolí
- Stavení Mařenice 27 (památka registrovaná pod číslem 20345/5-3129)
- Stavení Mařenice 28 (památka registrovaná pod číslem 41101/5-3130)
- Stavení Mařenice 136 (památka registrovaná pod číslem 36632/5-3127)
- Stavení Mařenice 150 (památka registrovaná pod číslem 17863/5-3128)
- Část areálu dvou pil a vodního díla u osady Hamr na katastru Horní Světlé

## Osobnosti spojené s obcí
- František R. Kraus, novinář a spisovatel

## Ochrana přírody
Obec i k ní připojené vesničky a samoty jsou na území CHKO Lužické hory.

### Chráněná území

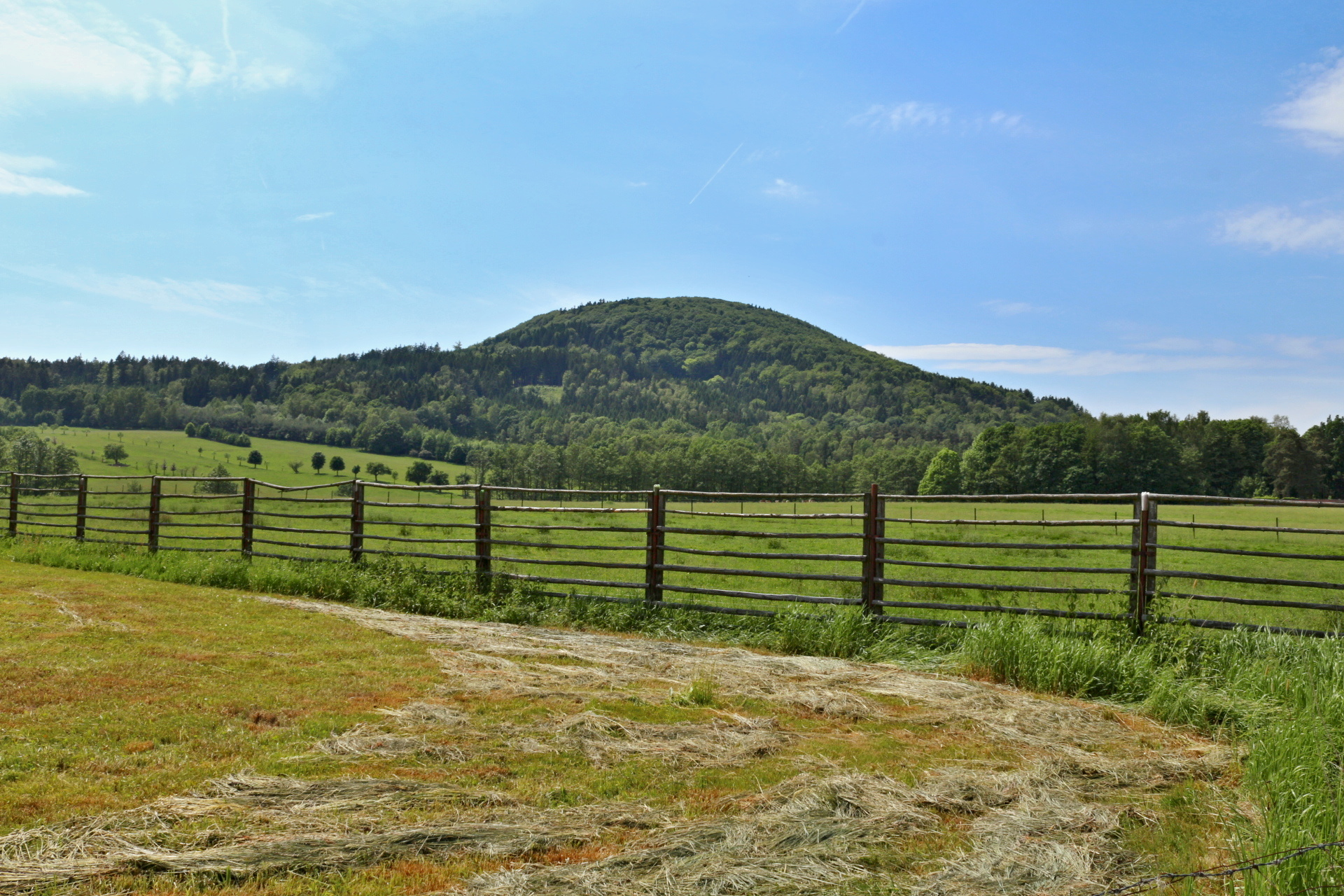
Pohled na Jezevčí vrch od Heřmanic

- Na katastru obce byla vyhlášena v roce 1967 národní přírodní rezervace Jezevčí vrch
- V roce 2003 byla vyhlášena přírodní památka Rašeliniště Mařeničky
- Na katastru připojené obce Dolní Světlá až u hranic s Německem je přírodní památka Brazilka [8]
- Vrchol nejvyšší hory Lužických hor (katastr Horní Světlé) byl vyhlášen v roce 2011 přírodní rezervací Luž

### Chráněné stromy
- Památná borovice lesní roste 1 km od obce při silnici mezi Mařenicemi a Heřmanicemi.
- Javor mleč v Mařeničkách

## Místní části
- Mařenice (198 domů, 231 obyvatel), katastr Mařenice 692184
- Mařeničky (30 domů, 24 obyvatel), katastr Mařeničky 692182
- Dolní Světlá (97 domů, 47 obyvatel), katastr Dolní Světlá pod Luží 675016
- Horní Světlá (75 domů, 43 obyvatel), katastr Horní Světlá pod Luží 675024

Od 1. ledna 1981 do 30. srpna 1990 k obci patřil i Krompach.

## Galerie

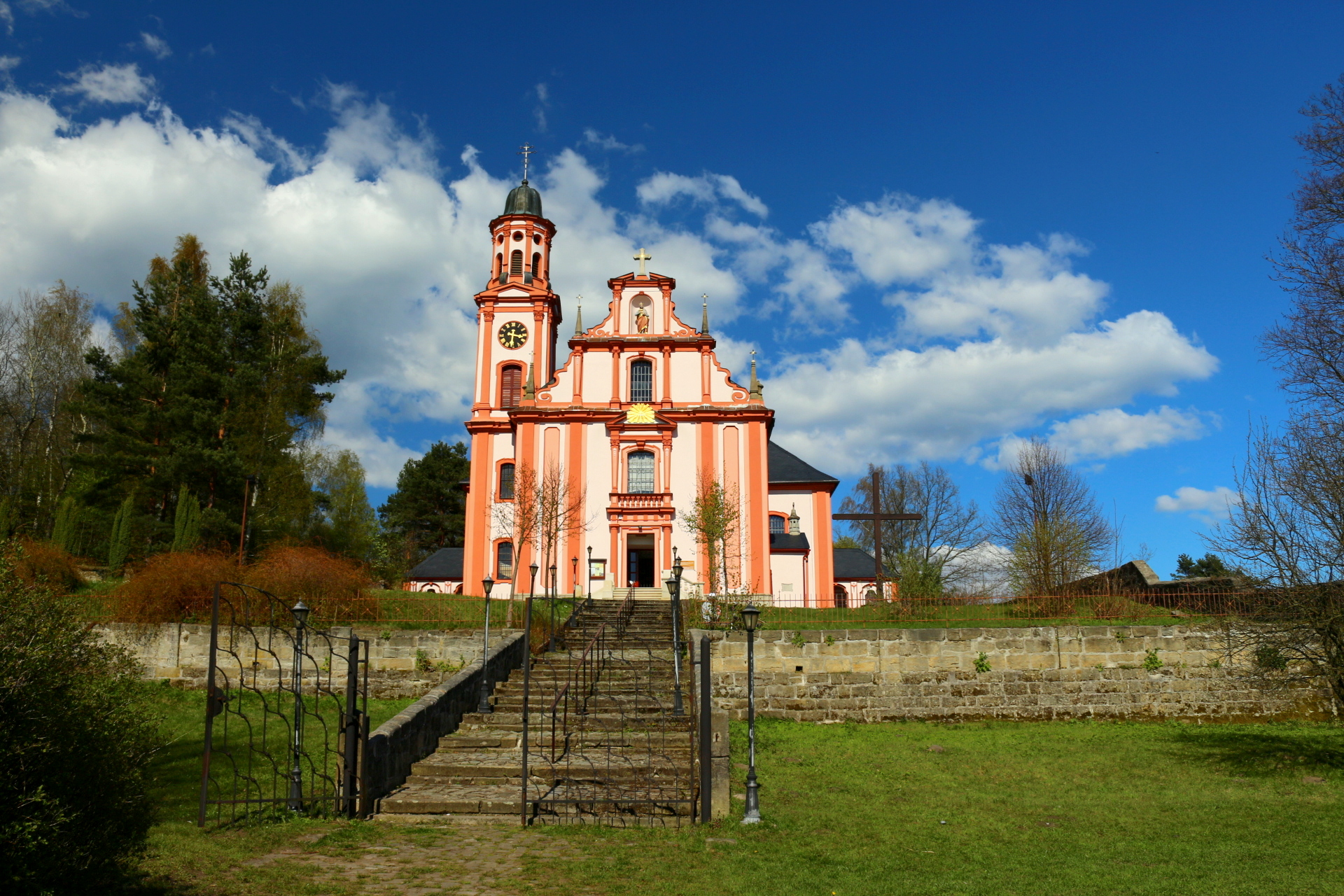
Kostel sv. Máří Magdalény
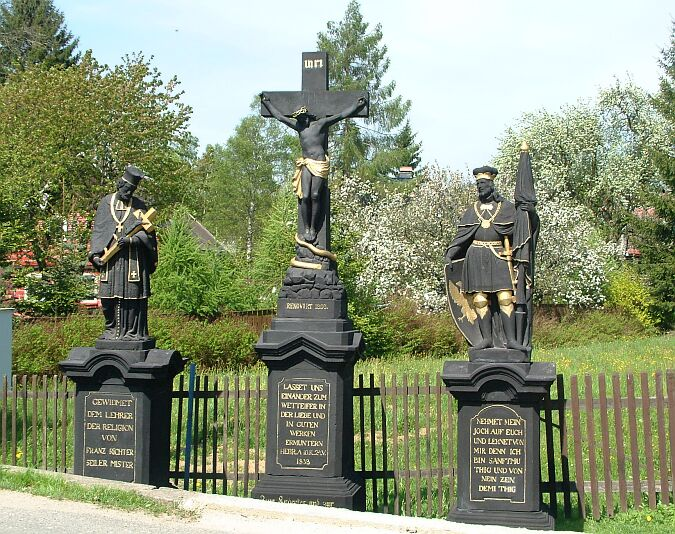
Sousoší Ukřižování
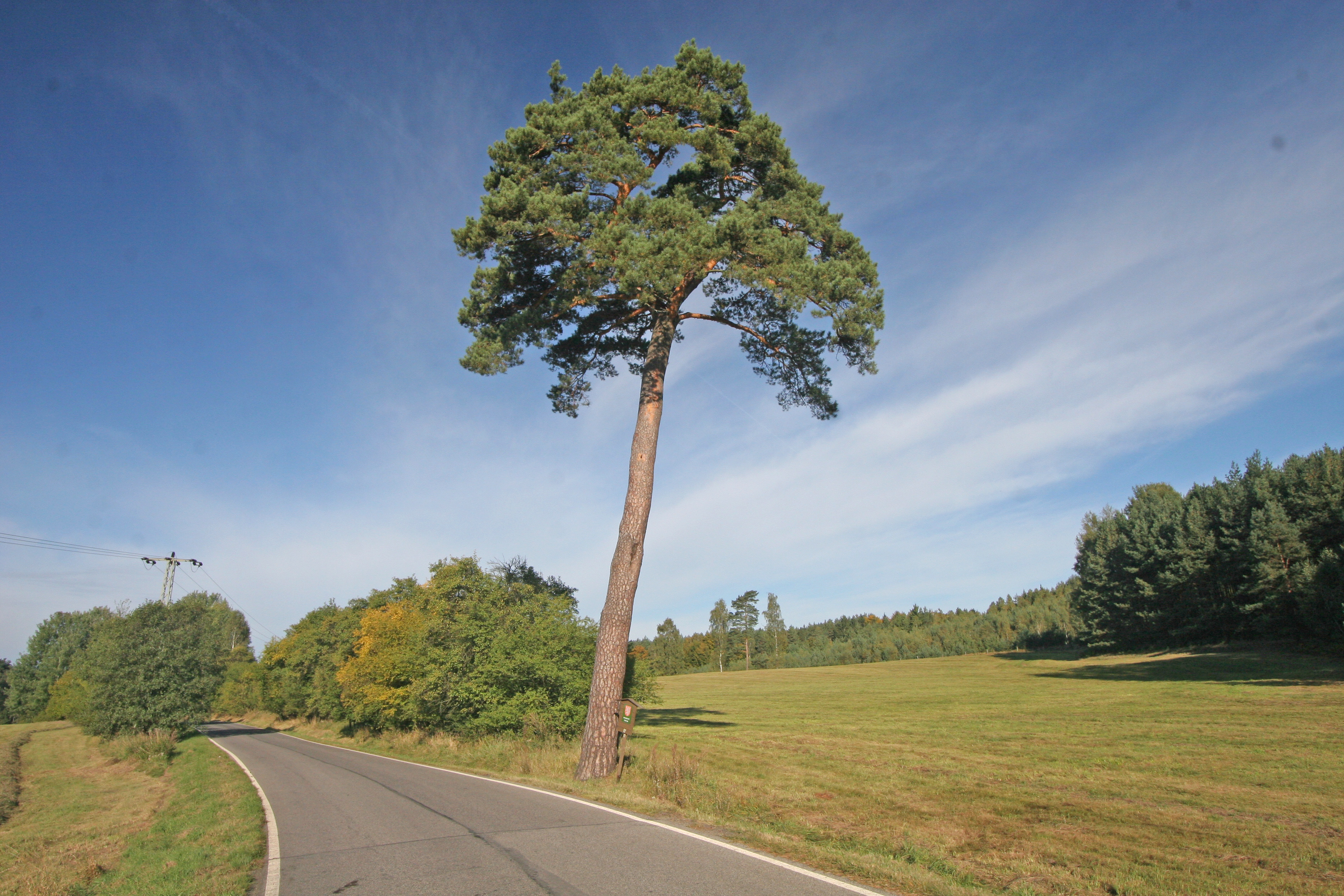
Borovice u Mařenic